# Districtul El Amra
El Amra este un district din provincia Aïn Defla, Algeria.